# Девина
Девина — деревня в Кудымкарском районе Пермского края. Входила в состав Ошибского сельского поселения. Располагается севернее от города Кудымкара у реки Весым. Расстояние до районного центра составляет 42 км. По данным Всероссийской переписи населения 2010 года, в деревне проживало 37 человек (17 мужчин и 20 женщин).

## История
По данным на 1 июля 1963 года, в деревне проживало 76 человек. Населённый пункт входил в состав Трапезниковского сельсовета.